# Горст Кюлькен
Горст Кюлькен (нім. Horst Külken; 13 жовтня 1918, Бремергафен — ?) — німецький офіцер, гауптман резерву вермахту. Кавалер Німецького хреста в золоті.

## Біографія[1]
1 жовтня 1940 року призваний на службу в 2-й батальйон 22-го артилерійського полку 22-ї піхотної дивізії. З 24 вересня 1942 по 13 березня 1943 року служив у Північній Африці у складі бойової групи Бусе. З 14 березня по 22 серпня 1943 року служив у 58-му запасному дивізіоні важкої артилерії. З 22 серпня 1943 і до кінця Другої світової війни служив у 236-му артилерійському полку.

## Нагороди[1]
- Залізний хрест
  - 2-го класу (20 вересня 1941)
  - 1-го класу (9 грудня 1941)
- Нагрудний знак «За участь у загальних штурмових атаках» 1-го ступеня (1 вересня 1942)
- Кримський щит (15 грудня 1942)
- Нарукавна стрічка «Африка» (10 лютого 1944)
- Орден Корони короля Звоніміра 3-го ступеня з дубовим вінком (Хорватія) (20 квітня 1944)
- 2 відзнаки для східних народів
  - 2-го класу в сріблі (20 квітня 1944)
  - 1-го класу в сріблі (23 вересня 1944)
- Нагрудний знак «За поранення» в сріблі (3 грудня 1944)
- Німецький хрест в золоті (7 грудня 1944) — як гауптман резерву 5-ї роти 236-го артилерійського полку.